# Gare de Plasencia del Monte
La gare de Plasencia del Monte est une gare desservant la localité de Plasencia del Monte, sur la commune de La Sotonera, située sur la ligne reliant Saragosse à Canfranc, en Aragon. Elle est inaugurée en 1893, lorsque le tronçon Huesca - Jaca de la ligne est mis en service. 